# Pardosa moesta
Pardosa moesta är en spindelart som beskrevs av Banks 1892. Pardosa moesta ingår i släktet Pardosa och familjen vargspindlar. Inga underarter finns listade i Catalogue of Life.